# 古佳乡
古佳乡，是中华人民共和国四川省自贡市荣县曾经下辖的一个乡。2019年9月撤销，其所属行政区域划归河口镇管辖。

## 行政区划
古佳乡撤销前下辖以下地区：
古佳场社区、河坝湾村、瓦厂埂村、松林坝村、小井冲村、申坝村、高嘴山村、毛家坝村和道果寺村。